# Saint-Romans
Saint-Romans este o comună în departamentul Isère din sud-estul Franței. În 2009 avea o populație de 1.729 de locuitori.

## Evoluția populației
| An        | 1975  | 1982  | 1990  | 1999  | 2006  | 2009  |
| --------- | ----- | ----- | ----- | ----- | ----- | ----- |
| Populație | 1.129 | 1.306 | 1.367 | 1.410 | 1.652 | 1.729 |

## Orașe înfrățite
- Roccasecca dei Volsci, Italia din  2003